# TF-631
La Carretera TF-631 es una carretera secundaria dentro de la Red de Carreteras de Tenerife de cuatro kilómetros de longitud que transcurre en paralelo a la Autopista del Sur de Tenerife sentido Norte, entre los hitos kilométricos 42 y 44 que comunica los caseríos de Abades, El Jardín del Atlántico La Jaca y La Listada con San Miguel de Tajao de Abona en la zona costera del municipio de Arico.
Se caracteriza por ser curvosa en algunos tramos y por sus cambios arrasantes y zigzag así como por ser la única vía de acceso a los núcleos costeros de La Jaca- La Listada.
Referencias